# عامر ناو
عامر ناو مواليد 1995 في حلب، هو لاعب كرة مضرب سوري يلعب باليد اليمنى.

## روابط خارجية
- عامر ناو على موقع رابطة محترفي التنس (الإنجليزية)
- عامر ناو على موقع الاتحاد الدولي لكرة المضرب (الإنجليزية)
- عامر ناو على موقع كأس ديفيز (الإنجليزية)
- عامر ناو على موقع خلاصة التنس.كوم (الإنجليزية)